# کراسنه (استان ماسوویان)
کراسنه (به لهستانی:  Krasne) یک روستا در لهستان است که در گمینا کراسنه (استان ماسوویان) واقع شده‌است.
 کراسنه  ۱٬۰۰۰ نفر جمعیت دارد.